# Homalotylus similis
Homalotylus similis är en stekelart som beskrevs av William Harris Ashmead 1887. Homalotylus similis ingår i släktet Homalotylus och familjen sköldlussteklar. Inga underarter finns listade i Catalogue of Life.